# Eupithecia insana
Eupithecia insana es una especie de polilla de la familia Geometridae. La especie fue descrita por primera vez por András Mátyás Vojnits habiendo sido descrita en 1984, con distribución en China. El holotipo, un espécimen femenino adulto, fue recolectado a una altitud de 1700 metros (5577,4 pies) sobre el nivel del mar en los alrededores del monte Mian, conocido por su nombre en chino, Mianshan, provincia de Shaanxi a 2000 metros (6561,7 pies) de altitud.
Es una polilla pequeña con una envergadura de 20 milímetros (0,8 plg) en los individuos machos y hasta 23 milímetros (0,9 plg) en las femeninas. Tiene gran parecido con otra especie de la provincia, Eupithecia vasta.